# Att skapa en framtid
Att skapa en framtid: Kulturradikalen Anne Charlotte Leffler är en antologi över Anne Charlotte Leffler från 2013. Antologin, med redaktörerna David Gedin och Claudia Lindén, utgavs på Rosenlarv Förlag. I antologin ger flera författare och forskare sin syn på Lefflers författarskap.
Texterna i antologin skrevs ursprungligen till ett symposium med namn Anne Charlotte Leffler – kulturradikal som arrangerades av Gedin och Lindén på Kungliga vitterhetsakademien 2010. Boken utgavs med stöd från Svenska Akademien, Kungliga Patriotiska Sällskapet och Vilhelm Ekmans universitetsfond.

## Innehåll

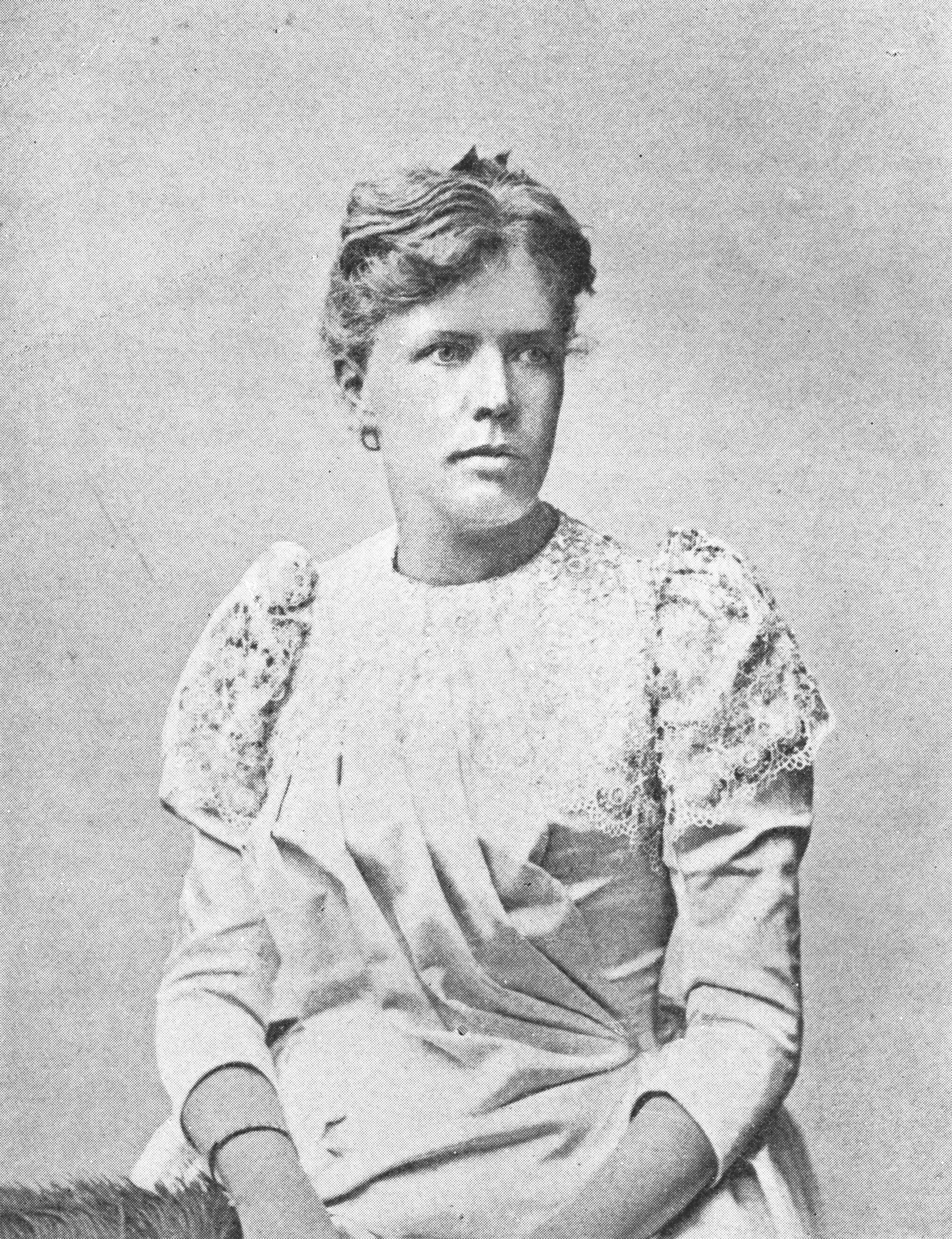
Anne Charlotte Leffler

Antologin är uppdelad i fyra delar: Leffler i tiden, Leffler och verken, Leffler idag samt Lefflers självbiografiska utkast som hon påbörjade innan sin död. Antologin har även ett förord skrivet av Gedin och Lindén.
| Del                                                 | Författare och artikel |
| --------------------------------------------------- | --- |
| 1. Leffler i tiden                                  | * Monica Lauritzen – "Från anonymitet till eget namn" * Anna Williams – "Anne Charlotte Leffler och idéerna i tiden" |
| 2. Leffler och verken                               | * Anna Cavallin – "Patriarkens position och det dotterliga motståndet" * David Gedin – "I hennes ögon" * Claudia Lindén – "Emancipationens erotik" * Eva Heggestad – "Kvinnlighet och erotik och drömmen om Italien" * Lynn R. Wilkinson – "Sanningens vägar" |
| 3. Leffler idag                                     | * Irene Lindh – "Att göra Lefflers ord till egna" * Sara Granath – "Leffler, Texten och kroppen" * Tove Leffler – "Olika sanningar" * Åsa Sarachu – "Den moderna Leffler"                                                                                     |
| 4. Anne Charlotte Leffler – Självbiografiskt utkast | |

## Mottagande
Magasinet Neos Hanna Lager menade i sin recension att "Rosenlarv gör ett viktigt arbete när man uppmärksammar kvinnliga författare som kanske glömts bort." Hon fortsatte och konstaterade "När vår litteraturhistoria består av verk från olika män så är det också männen som fått skriva historien."